# Laajariutat
Laajariutat är klippor i Finland.   De ligger i kommunen Gustavs i landskapet Egentliga Finland, i den sydvästra delen av landet, 190 km väster om huvudstaden Helsingfors.
Terrängen runt Laajariutat är mycket platt. Havet är nära Laajariutat åt sydost.  Närmaste större samhälle är Tövsala, 12,9 km nordost om Laajariutat. 